# AMK No Traction
Auto moto klub No Traction, hrvatski automobilistički klub iz Pule.  Uspješni vozači iz ovog kluba su Saša Radola, Elio Radola, Marina Lisica, Toni Cukon, Matija Brkljačić i dr.
Udruga AMK No Traction je neprofitna udruga. Osnovana je 13. svibnja 2014. godine. Misija je promicati drift automobilizam (automobilizam u kontroliranom proklizavanju automobila) u Istarskoj županiji. Ima pedesetak članova. Glavne djelatnosti udruge su prema Statutu udruge: "okupljanje ljubitelja auto-moto svijeta koje potiču zajednička druženja; razmjenu informacija i iskustava između članova udruge u svezi nabave, servisiranja, osiguranja i zaštite vozila; ostvarivanje prijateljskih odnosa s auto-moto klubovima u zemlji i inozemstvu te ostvarivanje suradnje s tvrtkama koje se bave djelatnostima vezanim za osobna vozila." Od 2015. godine No Traction organizirao automobilski susret vozila vozila BMW, a prvi je bio u trajanju od dva dana na Sv. Katarini i Monumentima od 30. do 31. svibnja. Od osnivanja su članovi AKSI-a (Auto i karting savez Istre), a od 2017. godine i službeni član HAKS-a (Hrvatski auto i karting Savez). Imaju osam sudaca klupskog ranga. Organiziraju No Traction Weekend. Natječu se u Prvenstvu Hrvatske u kontroliranom proklizavanju automobila (Drift) sa zadnjim pogonom (CDC - Croatian Drift Challenge), međunarodnom natjecanju u kotroliranom proklizavanju automobila sa zadnjim pogonom Adria Drift Challenge, prvenstvu Hrvatske u brdskim utrkama, na državnom i regionalnom natjecanju Formula driver.

## Vanjske poveznice
- Facebook
- YouTube